# Chonlanan Srikaew
Chonlanan Srikaew (thaï : ชลน่าน ศรีแก้ว) est un médecin et un homme politique thaïlandais né le 4 juin 1961 à Nan.

## Parcours politique
D'abord membre du Parti démocrate, il le quitte en 2000 pour le Thai Rak Thai, parti avec lequel, en 2001, il remportera les élections législatives dans la 2e circonscription de sa ville natale. Il est réélu en 2005. De 2007 à 2011, il est membre de la Chambre des représentants pour la 1re circonscription de Nan, avant de retrouver en 2011 et en 2019 sa 2e circonscription. 
En 2007, il rejoint le Palang Prachachon, successeur du parti de Thaksin Shinawatra, avant la dissolution du parti par la Cour constitutionnelle thaïlandaise en 2008.
Entre 2012 et 2013, il est vice-ministre de la Santé publique dans le gouvernement de Yingluck Shinawatra.
En 2021, il est élu chef du Pheu Thai le 28 octobre, succédant à Sompong Amornwiwat. Le 23 décembre, il est nommé par le roi chef de l'opposition à la Chambre des représentants. 

## Décorations
- Grand-cordon de l'Ordre de l'Éléphant blanc (2008)[4].
- Grand-cordon de l'Ordre de la Couronne de Thaïlande (2005)[5].